# ロンドン会議 (1830年)

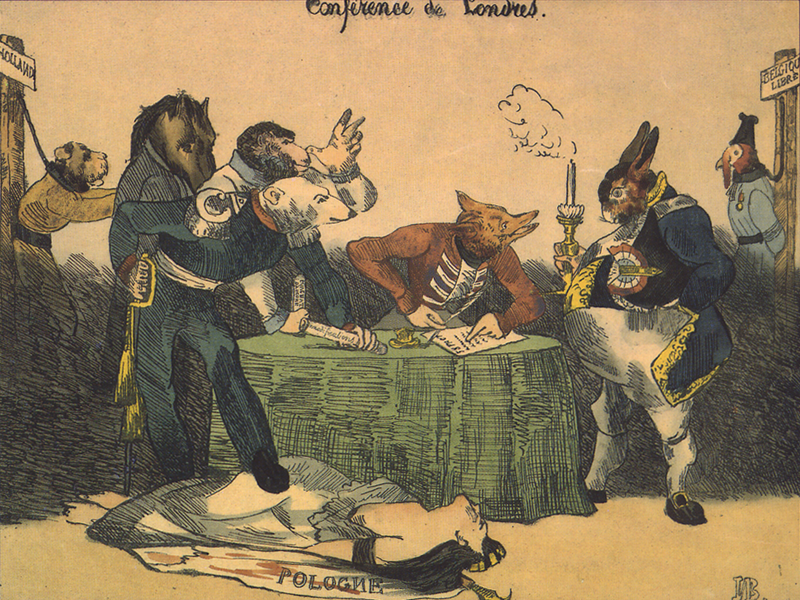
1830年ロンドン会議のリトグラフ、オノレ・ドーミエ作、19世紀。5大国を代表する人物が何らかの文書について議論している一方、オランダとベルギーがつるされているのが見える。

1830年ロンドン会議（1830ねんロンドンかいぎ、英語: London Conference of 1830）はヨーロッパ5大国（イギリス、オーストリア、フランス、プロイセン、ロシア）代表の間で行われた会議。ベルギー独立革命の成功を認め、ベルギーのネーデルラント連合王国離脱と独立を承認した。
フランス代表シャルル＝モーリス・ド・タレーラン＝ペリゴールは住民の使用言語に沿ってベルギー分割計画を提出したが列強に拒否され、代わりにベルギーの独立を承認した。タレーランの提案はベルギー分割を模索した例の1つであった。
オランダはベルギーの独立に強く反対、1839年のロンドン条約まで独立を承認しなかった。
J・S・フィッシュマンによると、ロンドン会議は「当時の諸大国がヨーロッパの平和を保障するための枠組みを提供した」ため「極めて成功した会議である」という。しかし、ベルギーとオランダの歴史家は様々な理由でロンドン会議を無視した。オランダの歴史家にとって、ロンドン会議で南部領土を失ったことは国家の自信を動揺したほか、オランダがどん底に陥った瞬間である。ベルギーの歴史家にとって、会議の結果は勝利ではなく、諸大国のおこぼれでベルギーが存続できたという苦しく屈辱的な経験である。
1914年、ドイツはベルギーの中立保証を「紙切れ」とこき下ろしてベルギーに侵攻した。イギリスは宣戦布告をもって返答した。